# Prothyron

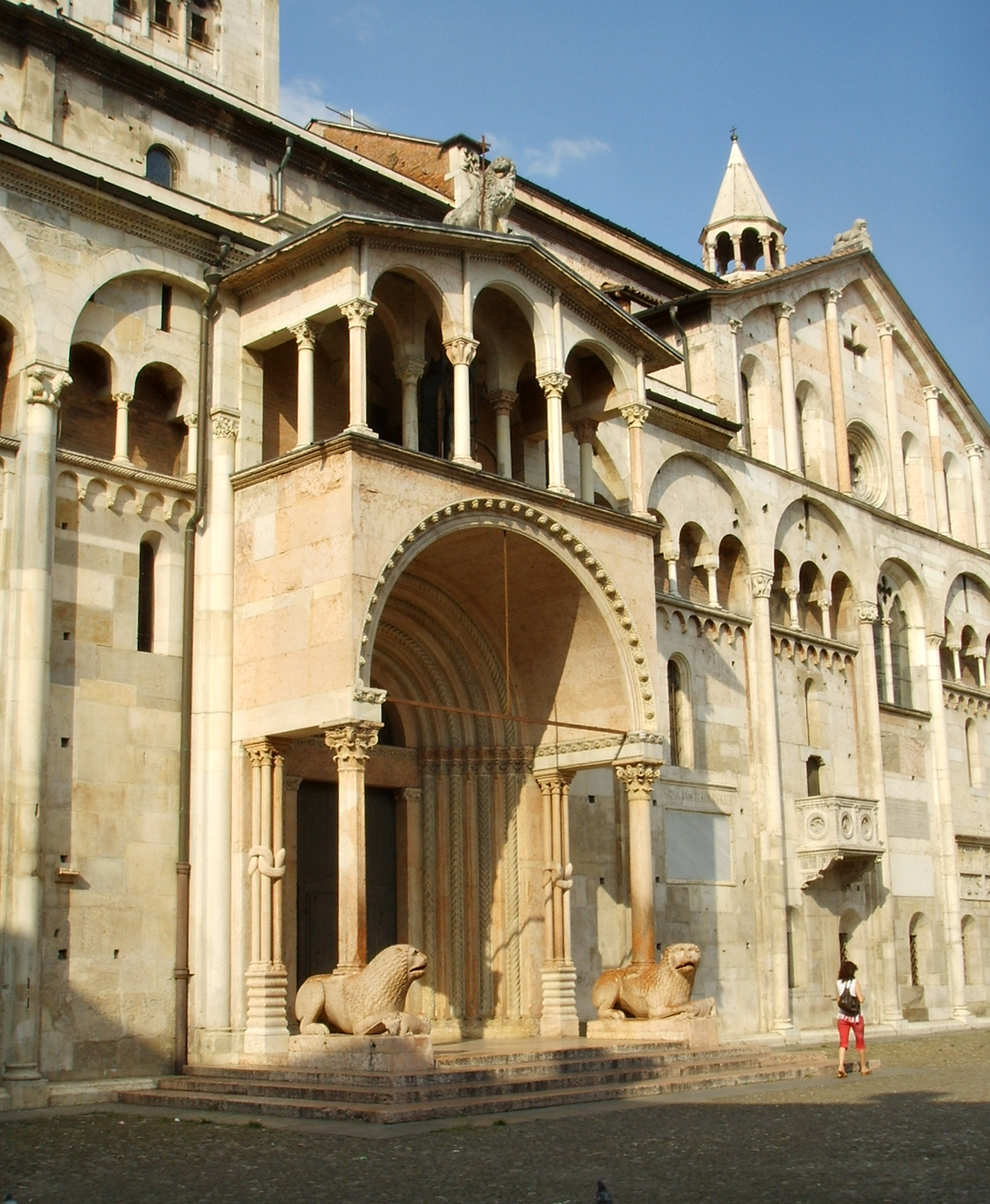
Předsunutý portál (pròtiro) katedrály Nanebevzetí Panny Marie v italskéModeně

Řecký výraz prothyron (italsky protiro) v architektuře označuje vstupní bránu např. do pevnosti, nebo vnější portál.
Výraz může označovat rovněž vestibul či chodbu.